# Templo de Apolo Patroos
El Templo de Apolo Patroos (en griego: Ναός Απόλλωνος Πατρώου) es un pequeño templo jónico en ruinas, situado al noroeste del Ágora de Atenas, cerca de la Estoa de Zeus.

Patrôos significa Paterno, en el sentido de perteneciente a los antepasados. Este dios se considera padre de Ion, fundador de la raza jonia, que incluía a los atenienses,
y protector de las familias.
El sobrenombre de Patroos habría sido dado al dios por los atenienses después de la llegada de Ion, cuando se estableció en Atenas al ser sus reyes unos ineptos para la guerra.

## Historia y descripción
El templo actual es la segunda construcción del lugar. Está situado en el lado oeste del Ágora, bajo el Colono Agoraios (colina del Ágora) y el Templo de Hefesto. La Estoa de Zeus]] se encuentra inmediatamente al norte. Al sur había un espacio abierto y luego el Metroón. El espacio al este estuvo abierto, hasta la época romana, cuando se construyó allí el Templo de Ares. La identificación de estos restos arqueológicos como el Templo de Apolo Patroos se basó inicialmente en el relato de Pausanias, que menciona el templo después de la Stoa de Zeus y antes del Metroon.

### Templo arcaico
El primer templo del emplazamiento está atestiguado por zanjas excavadas en la roca madre, que sostenían cimientos de piedra. Estaba orientado hacia el este y tenía un ábside de unos 8,50 metros de diámetro en el extremo oeste. En el eje central de este ábside había un bloque de poros gris que probablemente sostenía una estatua de culto o tal vez una columna. La cerámica hallada en las zanjas de los cimientos indica que la construcción se realizó hacia mediados del siglo VI a. C. Los fragmentos de mármol de Paros encontrados en el relleno quizá procedan de la construcción de este templo. Un pozo al sur contenía fragmentos de un molde utilizado para fundir una estatua de bronce de un varón desnudo, tal vez la estatua de culto del templo. Estaba en ruinas antes de la construcción de la Estoa de Zeus. Probablemente fue destruido durante la destrucción aqueménida de Atenas en 480/79 a. C.
Charles Hedrick cuestiona que este edificio fuera realmente un templo, pero no ofrece ninguna alternativa.

### Período clásico
Después de esto, la zona quedó vacía, como indica un conjunto de bancos construidos detrás del templo a mediados del siglo V a. C., mirando al este sobre el Ágora.
Un mojón (horos) del siglo V a. C. lleva la inscripción «mojón de Apolo Patroos» (Agora XIX n.º 11, número de inventario I 5569). Esto parece indicar que la zona seguía siendo sagrada para el dios. Homer Thompson supone un santuario al aire libre en esta época. En la primera mitad del siglo IV a. C., se niveló la zona y se construyó un muro que recorre el lado oeste de la zona durante 11,5 metros y luego corre hacia el este durante 17 metros, por encima de los restos del templo arcaico. Esta bisección de la estructura arcaica lleva a Charles Hedrick a dudar de que la zona fuera sagrada en este periodo o en el periodo arcaico. A mediados del siglo IV a. C. se excavó un bothros (foso para ofrendas perecederas) en la parte norte de la zona. El pequeño templo de Zeus Fratrio y Atenea Fratria se construyó sobre este bothros en la segunda mitad del siglo IV a. C.. Lawall y Stewart sugieren que inicialmente se dedicó a Apolo Patroos.
El altar del santuario fue dorado por Neoptólemo, hijo de Anticles, en los años 330 o 320 a. C. IG II2 4984 con la inscripción «De Apolo Patroos» puede ser parte de este altar.

### Templo helenístico
El templo actual está orientado al este y era un templo hexástilo próstilo, lo que significa que tenía seis columnas a lo largo de la fachada. Se cree que fue construido en orden jónico basándose en cuatro fragmentos arquitectónicos que parecen ajustarse a las dimensiones del templo. La estructura principal mide 10,13 m de ancho y 16,76 mde largo. De esa longitud, 4,88 m corresponden al pronaos y 9,28 metros a la cella. En el lado derecho de la cella, en la parte posterior, hay una puerta que conduce a otra cámara, que mide 4,93 m de ancho de norte a sur y 5,62 m de largo de este a oeste. Esta sala funcionaba como ádyton, el santuario más interior. El pequeño templo de Zeus Fratrio y Atenea Fratria se encuentra en el espacio que hay delante de esta sala trasera.
Los cimientos del templo consistían en un apilamiento de bloques de piedra caliza sin trabajar que descansaban sobre la roca madre. La toicobato es de conglomerado y la eutinteria de poros duros. Las paredes eran de piedra caliza. Se han encontrado fragmentos de mármol de la superestructura: escalones del pórtico, la base jónica de una pilastra y un fragmento del geison.
Se construyó probablemente en torno a los años 306-300 a. C. Un ánfora Tasos hallada en sus cimientos sitúa la fecha de construcción después del 313 a. C. y las esculturas del frontón se han datado estilísticamente en la última década del siglo IV a. C. Andrew Stewart propone que la construcción del templo formaba parte de un esfuerzo por enfatizar los lazos de Atenas con las ciudades jonias del oeste de Asia Menor, a las que consideraba sus colonias, tras pasar a formar parte del reino de Antígono I Monóftalmos y Demetrio Poliorcetes, que tenía su sede en Asia Menor, en el año 306 a. C. Como padre de Ion, Apolo representaba la herencia jonia de Atenas.

#### Estatua de culto

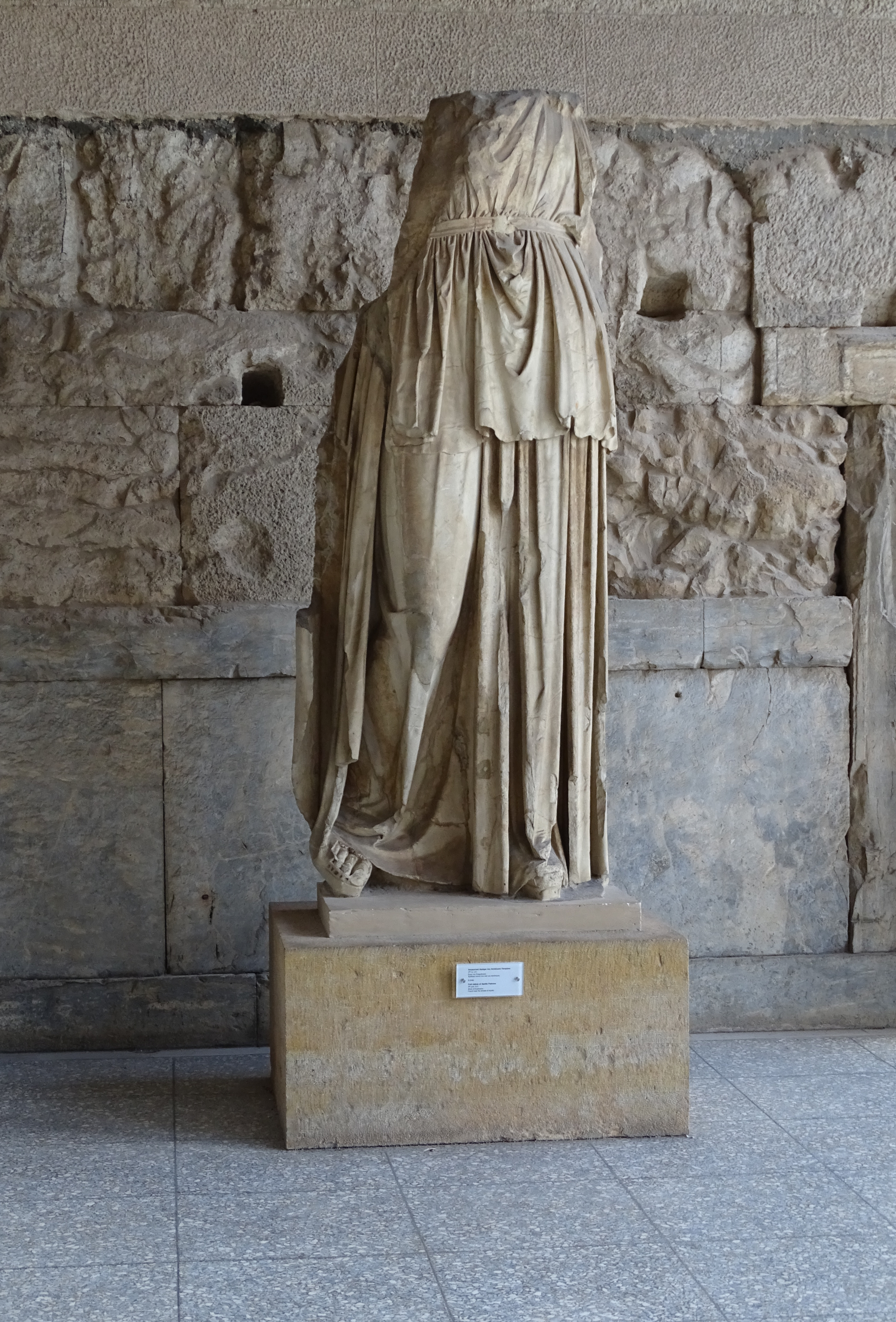
Estatua colosal de Apolo (Ágora inv. S 2154), posiblemente la estatua de Eufránor

El escritor y viajero del siglo II d. C. Pausanias informa de que el templo contenía una estatua de culto tallada por Eufránor. Esta se ha identificado con una estatua colosal de Apolo (Agora inv. S 2154), que probablemente se encontró cerca del templo, partida verticalmente en dos piezas. Representa una figura masculina con peplo e himation; la cabeza y ambos brazos se han perdido, pero el largo cabello de la estatua se conserva parcialmente en su hombro izquierdo. En su estado actual, mide 2,54 m de altura. El bloque de mármol original tendría unos 2,8 m de altura, 1,2 m de anchura y 0,75 m de profundidad, y pesaba unas 6,5 toneladas. La cabeza y el antebrazo izquierdo (ambos se han perdido) estaban hechos de piezas de mármol separadas. Hay restos de una cavidad en la axila izquierda que probablemente se utilizó para sostener una cítara que portaba la estatua. Se puede datar a mediados del siglo IV a. C. por razones estilísticas. El reverso está toscamente labrado y no estaba pensado para que se viera, lo que indica que estaba adosado a una pared. Se conocen imitaciones, como una estatuilla votiva contemporánea del Ágora y estatuas de época romana.
Se ha debatido mucho si esta es la estatua de Eufránor. Los argumentos a favor de la identificación son el hecho de que estaba adosada a una pared, que es una obra de gran calidad, que probablemente se encontró cerca del templo, que es muy grande y que se copió con frecuencia. Andrew Stewart propone que se construyó para enfatizar los lazos atenienses con las ciudades de Jonia en los últimos años de la Segunda Liga ateniense. La estatua fue probablemente dañada durante el saqueo de los hérulos en 267 d. C. y posteriormente fue cortada por la mitad verticalmente, probablemente como preparación para cargarla en un horno de cal.
Pausanias menciona otras dos estatuas de Apolo: una realizada por Leocares, que probablemente era de bronce, y un Apolo Alexicaco ("alejador del mal") realizado por Cálamis. Pausanias afirma que este último fue dedicado en acción de gracias por el fin de la Plaga de Atenas en el año 427 a. C, pero esto es difícil de conciliar con otras evidencias que sitúan su floruit a mediados del siglo V a. C.. Pausanias dice que estas estatuas estaban «delante del templo»; no está claro si esto significa que estaban situadas al este de la estructura o en el pronaos, donde los bancos a lo largo de la parte delantera de la pared transversal podrían haber acomodado las bases de las estatuas.
Dos ónfalo sde mármol hallados en la esquina suroeste del Metroón y otros dos encontrados al norte podrían ser exvotos entregados a Apolo Patroos.

#### Escultura de frontón
El frontón sobre la fachada este del templo tendría unos 9 m de ancho y 1,125 m de alto en el centro. Dos esculturas halladas en el Ágora se han relacionado con este frontón, que parece haber representado una epifanía de Apolo. Una de ellas es la parte inferior de una figura femenina con quitón e himatión sentada sobre una roca y mirando hacia su izquierda (inv. S 1530). Thompson la identificó como una musa, y Stewart la fecha hacia 310-300 a. C. La otra es la parte inferior de una figura masculina con un largo quitón e himatión, sentado en un trono, posiblemente con los brazos levantados (inv. 2110), que Stewart data hacia 310-300 a. C. e identifica como Apolo. Están en la misma escala y parecen ser de los mismos escultores que tallaron el altar del Asclepeion de Cos  (probablemente los hijos de Praxíteles).

#### Acrotera

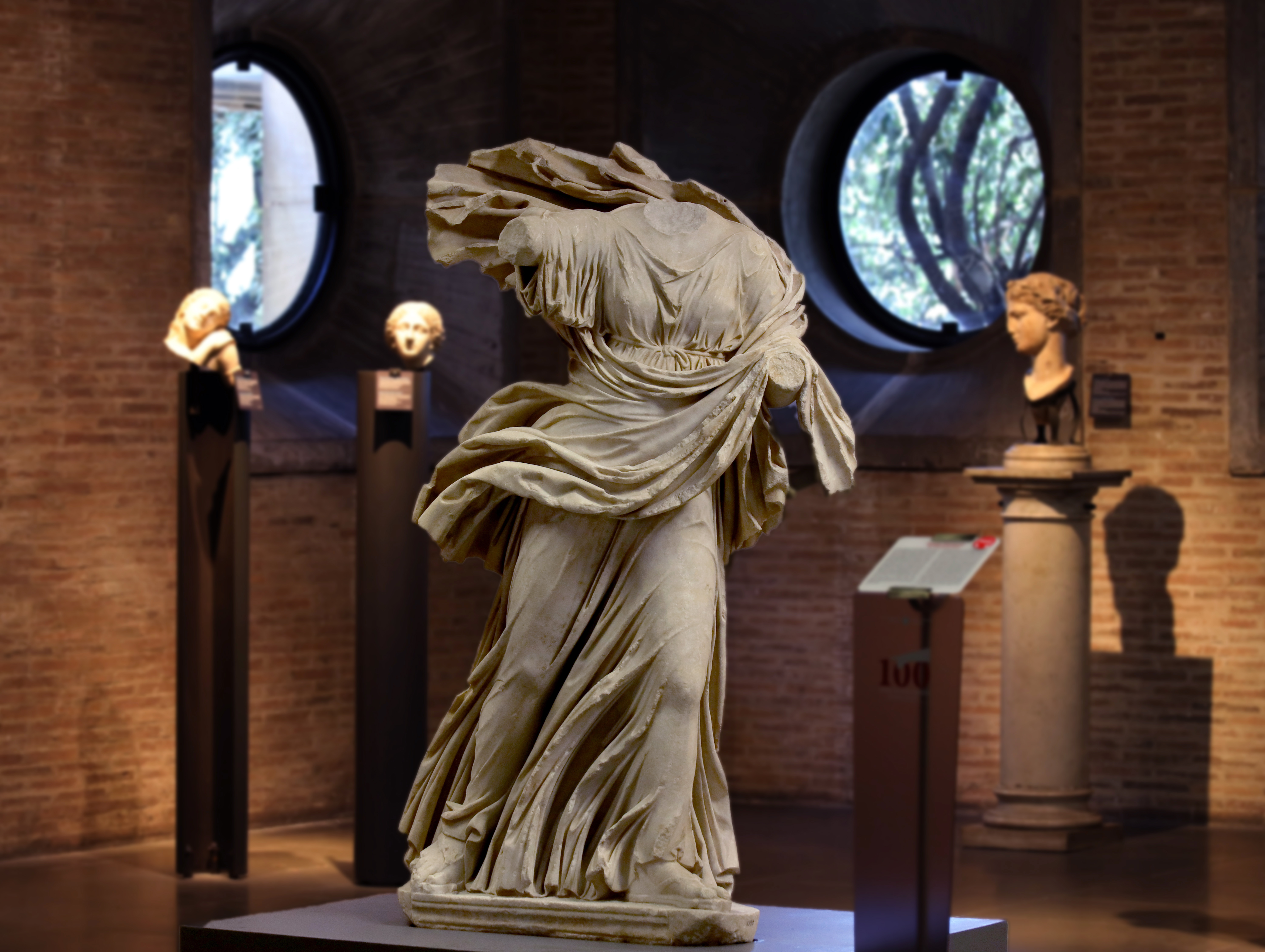
La Nióbida de Chiaramonti, copia romana del mismo tipo de estatua que el acroterio mejor conservado del templo.

Se han identificado tres de las cuatro acroteras. Representan el asesinato de los nióbidas por Apolo y Artemisa.
La acroteria de la esquina derecha era una muchacha corriendo con quitón, un peplo ático e himatión (inv S 440). Probablemente se trate de una nióbida, inspirada en el tipo Uffizi/Chiaramonti, que se conoce por muchas copias romanas; el original probablemente formaba parte del Monumento de Trasilo, que fue construido en 320/319 a. C.
Las demás acroteras se conservan solo pequeños fragmentos. Una parte del drapeado del peplos argivo/dórico de otra nióbida huida (inv. S 1877) forma parte de la acrotera de la esquina izquierda. Una parte del pecho de una figura femenina (inv. S 3330), probablemente Artemisa, probablemente formó parte de la acrotera central, ya que es ligeramente más grande que las demás. Probablemente la acompañaba una escultura de Apolo, pero no se han encontrado restos de ella. Estilísticamente, todas estas esculturas datan de la última década del siglo IV a. C..

## Culto
En Atenas había varios santuarios de diferentes aspectos de Apolo. Apolo Patroos (‘de los padres’) representaba el papel de Apolo como protector de familias, tribus, gene, ad fratrias, y como progenitor de los atenienses, como padre de Ion, antepasado de los jonios. Las fuentes literarias lo identifican a menudo con Apolo Pitio, que era venerado en Atenas en el Pitión. Los niños atenienses que eran admitidos en una fratría] (asociación de culto) eran introducidos en un santuario de Apolo Patroos como parte de una ceremonia llamada Meión; es probable que esto ocurriera en santuarios separados pertenecientes a las fratrías en cuestión. Algunos gene (otro tipo de asociaciones de culto) y fratrías, como los gefiros, therriiclidas y elasidas, tenían sus propios santuarios y sacerdotes de Apolo Patroos; otros, como los salaminios, probablemente le sacrificaban en este templo. Los atenienses seleccionados como arconte epónimo debían demostrar que tenían su propio culto a Apolo Patroos e indicar dónde estaba ubicado antes de poder asumir el cargo. Durante el reinado del emperador Claudio (41-54 d. C.), el culto al emperador se fusionó con el de Apolo Patroos.
Varios sacerdotes del templo están atestiguados en inscripciones:
- Nombre perdido (ca. 100 a. C.: Agora XV 260)
- Teodosio hijo de Dio de Laciadas (ca. 100 a. C., IG II2 2871)
- Policarmo hijo de Eucles de Maratón (30-37 d. C.: IG II2 3530), simultáneamente sacerdote del emperador romano Tiberio
- Dionisodoro hijo de Sófocles de Sunio (41-54 d. C.: IG II2 3274)
- Nombre perdido de Gargetto (186 d. C.: Agora XV 411)
- Afrodisio, hijo de Eudemo de File (finales del siglo II d. C.: IG II2 3630)
- Publio Elio Zenón de Berenicidas (ca. 230 d. C.: IG II2 3697)

El sacerdote del Apolo Patroos también tenía un asiento designado en el Teatro de Dioniso

## Templo de Zeus Fratrio y Atenea Fratria
El templo de Zeus Fratrio y Atenea Fratria es un pequeño santuario (naiskos) construido en la segunda mitad desiglo IV a. C., antes del templo helenístico de Apolo Patroos, que lo rodea por los lados oeste y sur. La Estoa de Zeus está a 4 m al norte. Era una pequeña estructura rectangular orientada al este que medía 5,2 mde largo y 3,65 m de ancho. Los restos consisten en cimientos de conglomerado y bloques de poros grises del toicobato. Una base de 1,5 m de ancho en la parte trasera de la cella, podría haber soportado un par de estatuas de culto. El suelo original era de mortero marrón con guijarros pintados de rojo. Más tarde se sustituyó por un suelo de mortero de cal con trozos de mármol pentélico. Entre el 150 y el 86 a. C. se añadió un pórtico de 4 m de profundidad y 4,8 m de anchura a la fachada del templo. Estaba pavimentado con mármol y se accedía a él por una serie de escalones.
La identificación del templo es controvertida. Se basa en un pequeño altar cuadrado de mármol, con la inscripción «De Zeus Fratrio y de Atenea Fratria». Se descubrió al otro lado del Ágora, pero parece encajar con una base de poros hallada frente al templo.} Hedrick cuestiona la identificación, prefiriendo situar el altar frente al extremo norte de la Estoa de Átalo, donde fue encontrado. Señala que en esta zona también se encontró un mojón con la inscripción "«sagrado para Zeus Fratrio y Atenea»". Lippolis y Greco proponen que el templo estaba dedicado a Zeus Eleuterio, Lawall que era para Apolo Patroos. Andrew Stewart amplía esta idea, sugiriendo que fue construido originalmente para la estatua colosal de Apolo, demolido para trasladar la estatua al nuevo templo de Apolo Patroos, y luego reconstruido y dedicado de nuevo a Zeus Fratrio y Atenea Fratria.

## Historia de las excavaciones
El templo fue excavado por primera vez por Wilhelm Dörpfeld para el Instituto Arqueológico Alemán en 1895 y 1896, quien lo identificó como la Estoa Basileos. La Sociedad Arqueológica de Atenas realizó nuevas excavaciones en 1907 y 1908, durante las cuales se encontró la colosal estatua de Apolo. La Escuela Americana de Estudios Clásicos de Atenas llevó a cabo una investigación más exhaustiva como parte de las excavaciones del Ágora entre 1931 y 1935. Se identificó por primera vez como el templo de Apolo Patroos en 1935.